# Andreas Seyfarth
Andreas Seyfarth (* 6. November 1962 in München) ist ein deutscher Spieleautor. Trotz geringer Veröffentlichungsfrequenz konnte Seyfarth mit Manhattan (1994), Puerto Rico (2002), San Juan (2004) und Thurn und Taxis (2006) die wichtigsten deutschen Spielepreise gewinnen.

## Biografie
Seyfarth wurde 1962 in München geboren und wuchs in Haar im Umland der Stadt auf. 1981 machte er sein Abitur, danach absolvierte er seinen Zivildienst in einem Krankenhaus in Haar. Er wurde Verwaltungsbeamter und machte seine Ausbildung in Köln, Dieburg und München von 1983 bis 1986, im Jahr 2005 arbeitete er als Finanzcontroller für die Deutsche Telekom. 1979 lernte er seine spätere Frau Karen kennen, die er 1988 heiratete.
Gemeinsam mit seiner Frau vertiefte er seine Freude am Spiel. Inspiriert wurde er dabei sowohl von klassischen Brettspielen wie Schach und Kartenspielen, hinzu kamen neuere Spiele wie die als Spiel des Jahres ausgezeichneten Spiele Sagaland und Hase und Igel sowie Acquire und Dodge City. Gemeinsam mit Karen, die bei Schmidt Spiele beschäftigt war, entwickelte er 1991 das Kartenspiel Max und Moritz und es folgten weitere Spiele wie Zorro, Spiel des Friedens und Harry dreht alles um im Auftrag von Schmidt Spiele. 1994 gewann er mit dem Städtebauspiel Manhattan, das vom Hans im Glück Verlag herausgegeben wurde, den Jurypreis Spiel des Jahres. Nach eigenen Angaben erarbeitete Seyfarth Manhattan auf die Bitte von Bernd Brunnhofer, dem damaligen Geschäftsführer des Hans im Glück Verlags, der ein Bauspiel in seinem Verlag veröffentlichen wollte. Im gleich Jahr veröffentlichte er Waldmeister im Auftrag der bayerischen Staatsforstverwaltung.
Nach einer längeren Pause erschienen 2001 Puerto Rico, das ebenfalls für das Spiel des Jahres nominiert wurde und Gewinner beim Deutschen Spiele Preis wurde, und 2004 San Juan. Mit dem 2006 wieder mit Karen Seyfarth herausgebrachtem Spiel Thurn und Taxis gewann er erneut den Titel für das Spiel des Jahres, hierauf folgten 2007 die Erweiterungen Thurn und Taxis – Glanz und Gloria und Thurn und Taxis – Alle Wege führen nach Rom (beide zusammen mit seiner Frau) sowie das neue Spiel Giganten der Lüfte.

## Ludografie
- Max und Moritz, 1991 (mit Karen Seyfarth)
- Zorro, 1992
- Spiel des Friedens, 1992
- Harry dreht alles um, 1992
- Manhattan, Spiel des Jahres 1994
- Waldmeister, 1994
- Puerto Rico, 2002
- San Juan, 2004
- Thurn und Taxis, Spiel des Jahres 2006 (mit Karen Seyfarth)
- Thurn und Taxis – Glanz und Gloria, 2007 (mit Karen Seyfarth)
- Giganten der Lüfte, 2007
- Thurn und Taxis – Alle Wege führen nach Rom, 2007 (mit Karen Seyfarth)

## Auszeichnungen
- Spiel des Jahres
  - 1994 für Manhattan[4]
  - 2006 für Thurn und Taxis[3]
  - Nominierung 2002 mit Puerto Rico
  - Auswahlliste 2004 mit San Juan
- Spiel der Spiele Spiele-Hit für zwei 2004 für San Juan
- À la carte Kartenspielpreis Bestes Kartenspiel 2004 für San Juan
- Deutscher Spiele Preis
  - 1994 Platz 3 für Manhattan
  - 2002 Platz 1 für Puerto Rico
  - 2004 Platz 2 für San Juan
  - 2006 Platz 2 für Thurn und Taxis
- International Gamers Award 2003 für Puerto Rico

## Belege
1. 1 2 3  Interviews by an Optimist #87 - Andreas Seyfarth (Memento vom 3. Mai 2006 im Internet Archive); abgerufen am 9. Januar 2017.
2. 1 2  Edwin Ruschitzka: Andreas „Leo“ Seyfarth: Ein Münchner im Spielehimmel. spielbox 4/94, 1994; S. 17–19.
3. 1 2  Thurn und Taxis auf den Seiten des Spiel des Jahres e.V.; abgerufen am 9. Januar 2017.
4. ↑  Manhattan auf den Seiten des Spiel des Jahres e.V.; abgerufen am 9. Januar 2017.